# Gymnelia dubia
Gymnelia dubia är en fjärilsart som beskrevs av Rothschild 1911. Gymnelia dubia ingår i släktet Gymnelia och familjen björnspinnare. Inga underarter finns listade i Catalogue of Life.